# Монголия на зимних Паралимпийских играх 2018
Монголия на зимних Паралимпийских играх 2018 года в Пхёнчхане была представлена одним спортсменом (Жанболд Батмунх) в лыжных гонках.

## Результаты

### Лыжные гонки

#### Спринт
| Класс | Соревнование                | Спортсмены      | Класс | Квалификация | Квалификация | Полуфинал            | Полуфинал            | Полуфинал            | Финал                | Финал                | Итоговое место |
| Класс | Соревнование                | Спортсмены      | Класс | Результат    | Место        | Заезд                | Результат            | Место                | Результат            | Место                | Итоговое место |
| ----- | --------------------------- | --------------- | ----- | ------------ | ------------ | -------------------- | -------------------- | -------------------- | -------------------- | -------------------- | -------------- |
| Стоя  | 1,5 км, классический спринт | Жанболд Батмунх | LW6   | 3:58.05      | 14           | Завершил выступление | Завершил выступление | Завершил выступление | Завершил выступление | Завершил выступление | 14             |

#### Дистанционные гонки
| Класс | Соревнование       | Спортсмены      | Класс | Время   | Отставание | Место |
| ----- | ------------------ | --------------- | ----- | ------- | ---------- | ----- |
| Стоя  | 10 км классический | Жанболд Батмунх | LW6   | 27:09.1 | +3:02.3    | 14    |
| Стоя  | 20 км свободный\|  | Жанболд Батмунх | LW6   | 55:32.0 | +10:39.6   | 16    |